# Gliese 169
Gliese 169 (GJ 169 / HD 28343 / HIP 20917) és un estel en la constel·lació del Taure visualment situada a 55 segons d'arc de κ Tauri. De magnitud aparent +8,35, no és visible a ull nu. S'hi troba a 37,5 anys llum de distància del sistema solar. Els estels coneguts més properes a Gliese 169 són LP 415-636 i Gliese 174, situades respectivament a 6,4 i 6,9 anys llum de distància.
Gliese 169 és un nan taronja de tipus espectral K7V, un estel que, com el Sol, obté la seva energia a partir de la fusió d'hidrogen en el seu interior. Dins dels nans taronges, se situa entre els més freds i menys lluminosos; amb una incerta temperatura efectiva entre 4137 K i 4211 K, la seva lluminositat visual equival al 3,7 % de la lluminositat solar. De menor grandària que el Sol, la mesura del seu semidiàmetre angular (0,279 mil·lisegons d'arc) permet calcular el seu radi, que correspon a un 69 % del radi solar. Els seus paràmetres són semblants als de 61 Cygni B —la component més tènue d'aquest sistema— o als de Gliese 638.
Gliese 169 apareix catalogat com un estel fulgurant en la base de dades SIMBAD, per la qual cosa rep la denominació de variable provisional NSV 1612.